# Гулько Ілля Сергійович
Гулько Ілля Сергійович (нар. 17 листопада 2002) — український професійний футболіст, опорний півзахисник клубу «Минай».

## Кар'єра

### Перші роки
Уродженець Луганська, Гулько починав кар'єру в академії луганської «Зорі» з рідного міста. Потім продовжив в академіях миколаївського «Торпедо» та донецького «Шахтаря».

### Шахтар Донецьк
Виступав тільки в молодіжному чемпіонаті і жодного разу не зіграв за донецький «Шахтар» в українській Прем'єр-лізі.

### Зоря Луганськ
У вересні 2022 року підписав контракт із луганською «Зорею» та дебютував в українській Прем'єр-лізі, вийшовши на заміну у другому таймі у виїзному переможному матчі над харківським «Металістом 1925» 28 жовтня.